# Kristiansund Ballklubb 2014
Questa voce raccoglie le informazioni riguardanti il Kristiansund Ballklubb nelle competizioni ufficiali della stagione 2014.

## Stagione
L'annata è iniziata con la nomina di Christian Michelsen come nuovo allenatore. Il Kristiansund ha chiuso il campionato al 4º posto in classifica, centrando così l'accesso alle qualificazioni all'Eliteserien, venendo eliminato al primo turno dal Bærum. L'avventura nel Norgesmesterskapet 2014 è terminata invece al terzo turno, con l'eliminazione per mano dell'Aalesund. Liridon Kalludra è stato il calciatore più utilizzato in stagione con 34 presenze (30 in campionato, 3 in coppa e una nelle qualificazioni all'Eliteserien), mentre Jean Alassane Mendy è stato il miglior marcatore con 20 reti (16 in campionato, 4 in coppa).

## Rosa
| N. |                     | Ruolo | Calciatore                 |
| -- | ------------------- | ----- | -------------------------- |
| 1  | Svezia (bandiera)   | P     | Conny Månsson              |
| 2  | Norvegia (bandiera) | D     | Joakim Skomsøy Bjerkås     |
| 3  | Norvegia (bandiera) | C     | Dan Peter Ulvestad         |
| 4  | Norvegia (bandiera) | D     | Simon Tomren               |
| 5  | Norvegia (bandiera) | C     | Pål Erik Ulvestad          |
| 6  | Norvegia (bandiera) | A     | Tor Erik Torske            |
| 7  | Norvegia (bandiera) | C     | Sverre Økland              |
| 9  | Norvegia (bandiera) | C     | Magnus Stamnestrø          |
| 10 | Svezia (bandiera)   | C     | Liridon Kalludra           |
| 11 | Norvegia (bandiera) | D     | Tommy Edvardsen            |
| 12 | Norvegia (bandiera) | D     | Sigve Djuvsland            |
| 14 | Norvegia (bandiera) | D     | Espen Næss Lund            |
| 15 | Norvegia (bandiera) | D     | Erlend Sivertsen           |
| 16 | Norvegia (bandiera) | C     | Jonas Kippersund Rønningen |

| N. |                           | Ruolo | Calciatore          |
| -- | ------------------------- | ----- | ------------------- |
| 17 | Senegal (bandiera)        | D     | Aliou Coly          |
| 18 | Norvegia (bandiera)       | A     | Jean Alassane Mendy |
| 19 | Norvegia (bandiera)       | D     | Andreas Hopmark     |
| 20 | Norvegia (bandiera)       | P     | Roger Berntzen      |
| 22 | Norvegia (bandiera)       | C     | Ole Kristian Rødahl |
| 23 | Spagna (bandiera)         | C     | Marc Serramitja     |
| 24 | Norvegia (bandiera)       | D     | Sondre Sørli        |
| 25 | Norvegia (bandiera)       | C     | Henrik Rolland      |
| 29 | Costa d'Avorio (bandiera) | A     | Daouda Bamba        |
| 30 | Norvegia (bandiera)       | P     | Elias Valderhaug    |
| 30 | Norvegia (bandiera)       | P     | Ola Herman Opheim   |
| 55 | Ghana (bandiera)          | C     | Aziz Idris          |
| 86 | Norvegia (bandiera)       | C     | Andreas Rødsand     |

## Calciomercato

### Sessione invernale(dal 01/01 al 31/03)
| Arrivi | Arrivi                     | Arrivi | Arrivi     |
| R.     | Nome                       | da     | Modalità   |
| ------ | -------------------------- | ------ | ---------- |
| P      | Conny Månsson              |        | svincolato |
| D      | Aliou Coly                 | Molde  | prestito   |
| D      | Espen Næss Lund            |        | svincolato |
| D      | Simon Tomren               | Træff  | definitivo |
| C      | Jonas Kippersund Rønningen | Træff  | definitivo |
| C      | Marc Serramitja            |        | svincolato |
| C      | Magnus Stamnestrø          | Molde  | prestito   |
| C      | Pål Erik Ulvestad          | Molde  | prestito   |
| A      | Daouda Bamba               | ?      | prestito   |

| Partenze | Partenze             | Partenze         | Partenze   |
| R.       | Nome                 | a                | Modalità   |
| -------- | -------------------- | ---------------- | ---------- |
| P        | Bjørnar Kvåle        |                  | ritiro     |
| D        | Marius Neergård      |                  | svincolato |
| D        | Christophe Psyché    | HamKam           | definitivo |
| C        | Andreas Aalbu        | Bærum            | definitivo |
| C        | Roger Risholt        | Sandefjord       | definitivo |
| C        | Olivier N'Siabamfumu |                  | svincolato |
| C        | Torbjørn Vik         |                  | svincolato |
| A        | Victor Ashby         |                  | svincolato |
| A        | Mahmoud El Haj       |                  | svincolato |
| A        | Espen Jakobsen       | Averøykameratene | definitivo |
| A        | Simon Markeng        | Træff            | definitivo |
| A        | Andreas Nielsen      |                  | svincolato |
| A        | Sindre Ohrstrand     | Byåsen           | definitivo |
| A        | Jan Tømmernes        |                  | svincolato |

### Tra le due sessioni
| Arrivi | Arrivi | Arrivi | Arrivi   |
| R.     | Nome   | da     | Modalità |
| ------ | ------ | ------ | -------- |

| Partenze | Partenze         | Partenze | Partenze   |
| R.       | Nome             | a        | Modalità   |
| -------- | ---------------- | -------- | ---------- |
| P        | Elias Valderhaug |          | svincolato |
| C        | Marc Serramitja  |          | svincolato |

### Sessione estiva(dal 15/07 al 15/08)
| Arrivi           | Arrivi            | Arrivi | Arrivi     |
| R.               | Nome              | da     | Modalità   |
| ---------------- | ----------------- | ------ | ---------- |
| P                | Ola Herman Opheim | Molde  | prestito   |
| C                | Aziz Idris        | HamKam | definitivo |
| Altre operazioni |                   |        |            |
| R.               | Nome              | da     | Modalità   |
| C                | Magnus Stamnestrø | Molde  | definitivo |

| Partenze | Partenze          | Partenze    | Partenze      |
| R.       | Nome              | a           | Modalità      |
| -------- | ----------------- | ----------- | ------------- |
| P        | Ola Herman Opheim | Molde       | fine prestito |
| D        | Tommy Edvardsen   | Kongsvinger | definitivo    |

## Risultati

### 1. divisjon

#### Girone di andata
| Arbitro: | Lundby (Bøverbru) |

|                                     |           |  |
| Braaten 1’ Thomassen 56’ Ertsås 73’ | Marcatori |  |

| Arbitro: | Tennøy |

|                |           |  |
| Stamnestrø 83’ | Marcatori |  |

| Hamar 21 aprile 2014, ore 18:00 3ª giornata | HamKam | 0 – 0 referto | Kristiansund BK | Briskeby Arena (1.619 spett.)\| Arbitro: \| Steen \| |
| Arbitro:                                    | Steen  |               |                 |                                                      |

| Arbitro: | Hagenes |

|           |           |  |
| Mendy 61’ | Marcatori |  |

| Strømmen 1º maggio 2014, ore 18:00 5ª giornata                                                  | Strømmen  | 3 – 3 referto               | Kristiansund BK | Strømmen Stadion (380 spett.) |
| \| \| \| \| \| Achrifi 64’ Agwuocha 75’ Jahr 85’ \| Marcatori \| 12’, 56’ Kalludra 61’ Bamba \| |           |                             |                 |                               |
|                                                                                                 |           |                             |                 |                               |
| Achrifi 64’ Agwuocha 75’ Jahr 85’                                                               | Marcatori | 12’, 56’ Kalludra 61’ Bamba |                 |                               |

| Arbitro: | Steen |

|                         |           |         |
| Mendy 6’, 26’, 47’, 51’ | Marcatori | 78’ Aas |

| Arbitro: | Ahlsen |

|                           |           |                  |
| Irgens 30’ Pellegrino 90’ | Marcatori | 87’ (rig.) Mendy |

| Arbitro: | Moen |

|  |           |                              |
|  | Marcatori | 58’ Snekvik 90’ Åsen 90’ Aas |

| Arbitro: | Lundby (Bøverbru) |

|             |           |                             |
| Khalili 20’ | Marcatori | 39’, 83’ Rødsand 45’ Torske |

| Arbitro: | Smehus Kringstad |

|                                                        |           |                     |
| Rødsand 3’ Mendy 18’ Edvardsen 77’ (rig.) Kalludra 87’ | Marcatori | 25’ Råde 73’ Barlow |

| Tromsø 29 maggio 2014, ore 18:00 11ª giornata                                        | Tromsø    | 3 – 1 referto | Kristiansund BK | Alfheim Stadion (2.617 spett.) |
| \| \| \| \| \| Andersen 10’ Ondrášek 19’ Moldskred 49’ \| Marcatori \| 15’ Tomren \| |           |               |                 |                                |
|                                                                                      |           |               |                 |                                |
| Andersen 10’ Ondrášek 19’ Moldskred 49’                                              | Marcatori | 15’ Tomren    |                 |                                |

| Arbitro: | Thorsø Hansen |

|                       |           |                  |
| Kalludra 5’ Mendy 64’ | Marcatori | 15’ Lie Skålevik |

| Arbitro: | Hansen |

|                     |           |                       |
| Ulland Andersen 71’ | Marcatori | 3’ Kalludra 43’ Bamba |

| Arbitro: | Thorsø Hansen |

|           |           |              |
| Mendy 90’ | Marcatori | 90’ Kapidžić |

| Sandefjord 22 giugno 2014, ore 15:00 15ª giornata | Sandefjord | 0 – 0 referto | Kristiansund BK | Komplett.no Arena (2.206 spett.)\| Arbitro: \| Hagenes \| |
| Arbitro:                                          | Hagenes    |               |                 |                                                           |

#### Girone di ritorno
| Arbitro: | Gya |

|                                              |           |                  |
| Torske 16’ Mendy 23’ Økland 25’ Kalludra 73’ | Marcatori | 78’ Kosi Nervold |

| Arbitro: | Gjermshus |

|                       |           |            |
| Gueye 14’ Sansara 64’ | Marcatori | 77’ Torske |

| Arbitro: | Haugen |

|                                                                   |           |  |
| Bamba 19’ Rødsand 30’ D. Ulvestad 33’ Kalludra 35’ Mendy 87’, 90’ | Marcatori |  |

| Arbitro: | Moen |

|            |           |  |
| Larsen 73’ | Marcatori |  |

| Arbitro: | Steen |

|            |           |            |
| Torske 10’ | Marcatori | 90’ Strand |

| Arbitro: | Smehus Kringstad |

|                        |           |           |
| Skjølberg Krogstad 26’ | Marcatori | 40’ Bamba |

| Arbitro: | Borgersen (Oslo) |

|                                             |           |  |
| Rødsand 6’ Torske 38’ Kalludra 56’ Coly 71’ | Marcatori |  |

| Arbitro: | Smehus Kringstad |

|                                   |           |  |
| Mendy 45’, 56’ (rig.) Hopmark 86’ | Marcatori |  |

| Arbitro: | Moen |

|                  |           |           |
| Zachariassen 90’ | Marcatori | 20’ Mendy |

| Arbitro: | Gya |

|            |           |  |
| Torske 80’ | Marcatori |  |

| Arbitro: | Haugen |

|                          |           |                         |
| Gauseth 12’ Kapidžić 90’ | Marcatori | 45’ Næss Lund 53’ Mendy |

| Arbitro: | Hansen |

|                          |           |                          |
| Økland 35’ Sivertsen 79’ | Marcatori | 11’ Hassan 59’ Hollingen |

| Jessheim 19 ottobre 2014, ore 18:00 28ª giornata                          | Ullensaker/Kisa | 1 – 2 referto              | Kristiansund BK | UKI Arena (308 spett.) |
| \| \| \| \| \| Andresen 90’ \| Marcatori \| 23’ Kalludra 71’ Næss Lund \| |                 |                            |                 |                        |
|                                                                           |                 |                            |                 |                        |
| Andresen 90’                                                              | Marcatori       | 23’ Kalludra 71’ Næss Lund |                 |                        |

| Arbitro: | Hansen (Feda) |

|  |           |                                       |
|  | Marcatori | 45’, 55’, 70’ (rig.) Shroot 81’ Moltu |

| Tromsdalen 2 novembre 2014, ore 12:00 30ª giornata                                    | Tromsdalen | 2 – 2 referto            | Kristiansund BK | TUIL Arena (248 spett.) |
| \| \| \| \| \| Walnum Vinje 13’ Kjæve 23’ \| Marcatori \| 38’ Torske 49’ Næss Lund \| |            |                          |                 |                         |
|                                                                                       |            |                          |                 |                         |
| Walnum Vinje 13’ Kjæve 23’                                                            | Marcatori  | 38’ Torske 49’ Næss Lund |                 |                         |

#### Qualificazioni all'Eliteserien
| Arbitro: | Johansen (Brevik) |

|  |           |                                  |
|  | Marcatori | 54’ Warshaw 90’ Rønningen Sandbu |

### Norgesmesterskapet
| Brattvåg 24 aprile 2014, ore 18:00 Primo turno       | Brattvåg  | 0 – 3 referto      | Kristiansund BK | Brattvåg Kunstgress (256 spett.) |
| \| \| \| \| \| \| Marcatori \| 8’, 35’, 44’ Mendy \| |           |                    |                 |                                  |
|                                                      |           |                    |                 |                                  |
|                                                      | Marcatori | 8’, 35’, 44’ Mendy |                 |                                  |

| Trondheim 7 maggio 2014, ore 18:00 Secondo turno                            | Byåsen    | 1 – 3 referto                  | Kristiansund BK | Byåsen Arena (115 spett.) |
| \| \| \| \| \| Haugen 41’ \| Marcatori \| 30’ Torske 32’ Økland 90’Mendy \| |           |                                |                 |                           |
|                                                                             |           |                                |                 |                           |
| Haugen 41’                                                                  | Marcatori | 30’ Torske 32’ Økland 90’Mendy |                 |                           |

| Arbitro: | Hafsås (Trondheim) |

|  |           |              |
|  | Marcatori | 77’ Phillips |

## Statistiche

### Statistiche di squadra
| Competizione                   | Punti | In casa | In casa | In casa | In casa | In casa | In casa | In trasferta | In trasferta | In trasferta | In trasferta | In trasferta | In trasferta | Totale | Totale | Totale | Totale | Totale | Totale | DR  |
| Competizione                   | Punti | G       | V       | N       | P       | Gf      | Gs      | G            | V            | N            | P            | Gf           | Gs           | G      | V      | N      | P      | Gf     | Gs     | DR  |
| ------------------------------ | ----- | ------- | ------- | ------- | ------- | ------- | ------- | ------------ | ------------ | ------------ | ------------ | ------------ | ------------ | ------ | ------ | ------ | ------ | ------ | ------ | --- |
| 1. divisjon                    | 49    | 15      | 10      | 3       | 2       | 34      | 16      | 15           | 3            | 7            | 5            | 19           | 23           | 30     | 13     | 10     | 7      | 53     | 39     | +14 |
| Qualificazioni all'Eliteserien | -     | 1       | 0       | 0       | 1       | 0       | 2       | 0            | 0            | 0            | 0            | 0            | 0            | 1      | 0      | 0      | 1      | 0      | 2      | -2  |
| Norgesmesterskapet             | -     | 1       | 0       | 0       | 1       | 0       | 1       | 2            | 2            | 0            | 0            | 6            | 1            | 3      | 2      | 0      | 1      | 6      | 2      | +4  |
| Totale                         | -     | 17      | 10      | 3       | 4       | 34      | 19      | 17           | 5            | 7            | 5            | 25           | 24           | 34     | 15     | 10     | 9      | 59     | 41     | +18 |

### Andamento in campionato
| Giornata  | 1 | 2 | 3 | 4 | 5 | 6 | 7 | 8 | 9 | 10 | 11 | 12 | 13 | 14 | 15 | 16 | 17 | 18 | 19 | 20 | 21 | 22 | 23 | 24 | 25 | 26 | 27 | 28 | 29 | 30 |
| --------- | - | - | - | - | - | - | - | - | - | -- | -- | -- | -- | -- | -- | -- | -- | -- | -- | -- | -- | -- | -- | -- | -- | -- | -- | -- | -- | -- |
| Luogo     | T | C | T | C | T | C | T | C | T | C  | T  | C  | T  | C  | T  | C  | T  | C  | T  | C  | T  | C  | C  | T  | C  | T  | C  | T  | C  | T  |
| Risultato | P | V | N | V | N | V | P | P | V | V  | P  | V  | V  | N  | N  | V  | P  | V  | P  | N  | N  | V  | V  | N  | V  | N  | N  | V  | P  | N  |
| Posizione |   |   |   |   |   |   |   |   |   |    |    |    |    |    |    |    |    |    |    |    |    |    |    |    |    |    |    |    |    | 15 |

Fonte:  1. divisjon 2014, su altomfotball.no, Altomfotball.
Legenda:

Luogo: C = Casa; T = Trasferta. Risultato: V = Vittoria; N = Pareggio; P = Sconfitta.

### Statistiche dei giocatori
| Giocatore               | 1. divisjon | 1. divisjon | 1. divisjon | 1. divisjon | Norgesmesterskapet | Norgesmesterskapet | Norgesmesterskapet | Norgesmesterskapet | Coppe europee | Coppe europee | Coppe europee | Coppe europee | Qual. all'Eliteserien | Qual. all'Eliteserien | Qual. all'Eliteserien | Qual. all'Eliteserien | Totale   | Totale | Totale      | Totale     |
| Giocatore               | Presenze    | Reti        | Ammonizioni | Espulsioni  | Presenze           | Reti               | Ammonizioni        | Espulsioni         | Presenze      | Reti          | Ammonizioni   | Espulsioni    | Presenze              | Reti                  | Ammonizioni           | Espulsioni            | Presenze | Reti   | Ammonizioni | Espulsioni |
| ----------------------- | ----------- | ----------- | ----------- | ----------- | ------------------ | ------------------ | ------------------ | ------------------ | ------------- | ------------- | ------------- | ------------- | --------------------- | --------------------- | --------------------- | --------------------- | -------- | ------ | ----------- | ---------- |
| D. Bamba                | 26          | 4           | 2           | 0           | 3                  | 0                  | 0                  | 0                  |               |               |               |               | 1                     | 0                     | 0                     | 0                     | 30       | 4      | 2           | 0          |
| R. Berntzen             | 1           | -2          | 0           | 0           | 0                  | -0                 | 0                  | 0                  |               |               |               |               | 0                     | -0                    | 0                     | 0                     | 1        | -2     | 0           | 0          |
| A. Coly                 | 27          | 1           | 5           | 1           | 2                  | 0                  | 0                  | 0                  |               |               |               |               | 0                     | 0                     | 0                     | 0                     | 29       | 1      | 5           | 1          |
| S. Djuvsland            | 0           | -0          | 0           | 0           | 0                  | -0                 | 0                  | 0                  |               |               |               |               | 0                     | -0                    | 0                     | 0                     | 0        | 0      | 0           | 0          |
| T. Edvardsen            | 9           | 1           | 0           | 0           | 2                  | 0                  | 0                  | 0                  |               |               |               |               | -                     | -                     | -                     | -                     | 11       | 1      | 0           | 0          |
| A. Hopmark              | 13          | 1           | 0           | 0           | 2                  | 0                  | 0                  | 0                  |               |               |               |               | 1                     | 0                     | 0                     | 0                     | 16       | 1      | 0           | 0          |
| A. Idris                | 10          | 0           | 2           | 0           | -                  | -                  | -                  | -                  |               |               |               |               | 1                     | 0                     | 0                     | 0                     | 11       | 0      | 2           | 0          |
| L. Kalludra             | 30          | 9           | 1           | 0           | 3                  | 0                  | 0                  | 0                  |               |               |               |               | 1                     | 0                     | 0                     | 0                     | 34       | 9      | 1           | 0          |
| J. Kippersund Rønningen | 18          | 0           | 0           | 0           | 2                  | 0                  | 0                  | 0                  |               |               |               |               | 0                     | 0                     | 0                     | 0                     | 20       | 0      | 0           | 0          |
| C. Månsson              | 21          | -23         | 2           | 1           | 3                  | -2                 | 0                  | 0                  |               |               |               |               | 1                     | -2                    | 0                     | 0                     | 25       | -27    | 2           | 1          |
| J. Mendy                | 28          | 16          | 2           | 1           | 3                  | 4                  | 0                  | 0                  |               |               |               |               | 1                     | 0                     | 1                     | 0                     | 32       | 20     | 3           | 1          |
| E. Næss Lund            | 24          | 3           | 2           | 1           | 3                  | 0                  | 0                  | 0                  |               |               |               |               | 1                     | 0                     | 0                     | 0                     | 28       | 3      | 2           | 1          |
| S. Økland               | 22          | 2           | 2           | 0           | 3                  | 1                  | 0                  | 0                  |               |               |               |               | 1                     | 0                     | 0                     | 0                     | 26       | 3      | 2           | 0          |
| O. Opheim               | 1           | -2          | 0           | 0           | 0                  | -0                 | 0                  | 0                  |               |               |               |               | -                     | -                     | -                     | -                     | 1        | -2     | 0           | 0          |
| O. Rødahl               | 0           | 0           | 0           | 0           | 0                  | 0                  | 0                  | 0                  |               |               |               |               | 0                     | 0                     | 0                     | 0                     | 0        | 0      | 0           | 0          |
| A. Rødsand              | 29          | 5           | 3           | 0           | 1                  | 0                  | 0                  | 0                  |               |               |               |               | 1                     | 0                     | 1                     | 0                     | 31       | 5      | 4           | 0          |
| H. Rolland              | 0           | 0           | 0           | 0           | 0                  | 0                  | 0                  | 0                  |               |               |               |               | 0                     | 0                     | 0                     | 0                     | 0        | 0      | 0           | 0          |
| M. Serramitja           | 2           | 0           | 0           | 0           | 2                  | 0                  | 0                  | 0                  |               |               |               |               | -                     | -                     | -                     | -                     | 4        | 0      | 0           | 0          |
| E. Sivertsen            | 23          | 1           | 0           | 0           | 1                  | 0                  | 0                  | 0                  |               |               |               |               | 1                     | 0                     | 0                     | 1                     | 25       | 1      | 0           | 1          |
| J. Skomsøy Bjerkås      | 20          | 0           | 0           | 0           | 3                  | 0                  | 0                  | 0                  |               |               |               |               | 1                     | 0                     | 0                     | 0                     | 24       | 0      | 0           | 0          |
| S. Sørli                | 0           | 0           | 0           | 0           | 1                  | 0                  | 0                  | 0                  |               |               |               |               | 0                     | 0                     | 0                     | 0                     | 1        | 0      | 0           | 0          |
| M. Stamnestrø           | 24          | 1           | 4           | 0           | 1                  | 0                  | 0                  | 0                  |               |               |               |               | 1                     | 0                     | 0                     | 0                     | 26       | 1      | 4           | 0          |
| S. Tomren               | 9           | 1           | 0           | 0           | 1                  | 0                  | 0                  | 0                  |               |               |               |               | 0                     | 0                     | 0                     | 0                     | 10       | 1      | 0           | 0          |
| T. Torske               | 29          | 7           | 0           | 0           | 3                  | 1                  | 0                  | 0                  |               |               |               |               | 1                     | 0                     | 0                     | 0                     | 33       | 8      | 0           | 0          |
| D. Ulvestad             | 27          | 1           | 3           | 0           | 1                  | 0                  | 0                  | 0                  |               |               |               |               | 1                     | 0                     | 1                     | 0                     | 29       | 1      | 4           | 0          |
| P. Ulvestad             | 8           | 0           | 1           | 0           | 2                  | 0                  | 0                  | 0                  |               |               |               |               | 0                     | 0                     | 0                     | 0                     | 10       | 0      | 1           | 0          |
| E. Valderhaug           | 8           | -12         | 0           | 0           | 0                  | -0                 | 0                  | 0                  |               |               |               |               | -                     | -                     | -                     | -                     | 8        | -12    | 0           | 0          |